# Temelucha brevicauda
Temelucha brevicauda là một loài tò vò trong họ Ichneumonidae.